# 156º Gruppo
Il 156º Gruppo Le linci è un reparto di volo dell'Aeronautica Militare Italiana, attualmente impiegato per la conversione operativa sull'F-35.

## Storia

### Seconda guerra mondiale
Le origini del Gruppo risalgono al 20 gennaio 1941, quando sull'Aeroporto di Comiso (RG) il Nucleo del 23º Gruppo Caccia Aeroplani si trasforma, con disposizione dello Stato Maggiore della Regia Aeronautica, in 156º Gruppo Autonomo Caccia Terrestre, con in dotazione i caccia Fiat C.R.42. Il primo Comandante del Gruppo è stato il Cap. Piero Serini, MOVM.
Durante la Seconda guerra mondiale opera in vario teatri, effettuando azioni di scorta agli aerosiluranti e di interdizione aerea nella zona di Malta e del Mediterraneo Centrale, per poi essere sciolto al termine del conflitto.

### Dopo la guerra
Il 1º febbraio 1953 il Gruppo è ricostituito presso Ghedi (BS) alle dipendenze della 6ª Aerobrigata (ex 6º Stormo) con velivoli Republic F-84F "Thunderstreak", ottenendo, primo reparto Italiano, la qualifica "Strike", cioè la capacità operativa di bombardamento con bombe nucleari. Al Gruppo era stato ufficialmente assegnato il compito di assicurare, 24 ore su 24, la capacità di produrre, entro tempi molto brevi, un attacco con armamento nucleare a obiettivi posizionati nei paesi del Patto di Varsavia che rientravano nell’area di competenza della V ATAF (Allied Tactical Air Force), il comando aereo NATO situato a Vicenza. Il gruppo doveva mantenere il 70% dei velivoli in dotazione in vari stadi di prontezza. Quelli di massima allerta erano i 4 velivoli pronti a decollare in 20’ in configurazione completa: bomba nucleare installata, taniche carburante da guerra (da sganciarsi una volte esaurite) e razzi JATO. Essendo dotati di armi nucleari, i velivoli erano parcheggiati in un’area rispondente a particolari misure di sicurezza chiamata QRA (Quick Reaction Area).
Il 1º giugno 1966 il Reparto si trasferisce a Gioia del Colle (BA) dove, assieme al 12º Gruppo Caccia proveniente dall'Aeroporto di Grosseto, dà vita al 36º Stormo Caccia
Dal 3 luglio 1970 riceve i Lockheed F-104 Starfighter con i quali opera fino al 1984, anno in cui viene assegnato il Panavia Tornado. Con il nuovo velivolo partecipa, tra il 1990 e il 1991, al conflitto nel Golfo Persico nell'ambito dell'Operazione Locusta contribuendo alla liberazione del Kuwait.
Negli anni novanta, il 156º Gruppo prende parte alle operazioni NATO nei Balcani Operazione Sharp Guard, Deliberate Guard, Operazione Deliberate Force e Allied Force.
Il 1º luglio 2008, dopo 42 anni, il 156º Gruppo torna a Ghedi alle dipendenze del 6º Stormo.
Con il ritorno alla base bresciana il Gruppo acquisisce oltre al ruolo di "Attacco" anche quello di "Recce" (ricognizione aerea).
In particolare, con la nuova configurazione, le Linci hanno operato nell'ambito dei rischieramenti del 6º Stormo a supporto delle operazioni International Security Assistance Force in Afghanistan (2008-2009), Odyssey Dawn ed Unified Protector in Libia (2011) ed Operazione Inherent Resolve in Iraq (2015-2016).
Il 14 settembre 2016, a seguito della chiusura del 50º Stormo di Piacenza, il 156º Gruppo Volo "Le Linci" viene collocato in posizione quadro.
Il 2 luglio 2024, dopo quasi 8 anni, il 156º Gruppo viene riattivato per la conversione operativa sul velivolo F-35, presso il Pilot Training Center della Luke Air Force Base, in Arizona.